# Головкін Анатолій Миколайович
Головкін Анатолій Миколайович (рос. Головкин Анатолий Николаевич, нар. 13 травня 1949, с. Петряйцево, Сонковський район Калінінської обл.) — російський краєзнавець-етнограф, письменник, громадський діяч, громадський лідер тверських карелів. Педагог, ветеран органів прокуратури РФ. Автор «Історії Тверської Карелії».

## Біографія
Освіта: Карело-Кошевська 8-річна школа, Бежецький машинобудівний т-м, Всесоюзний юридичний заочний інститут. Робота: 11 років — шкільний педагог, директор середньої школи. 12 років — служба в органах прокуратури Калінінської (тепер Тверської) області. Громадська діяльність: Член виконкому Асоціації фіно-угорських народів РФ, член Консультативного комітету фіно-угорських народів. Брав участь в діяльності робочих груп ООН.

## Твори
Редактор монографії «Історія і культура тверських карелів; перспективи розвитку» (1997), автор книжок:
- Головкин А. Н. История Тверской Карелии; Карелы: от язычества к православию. Тверь: издательство Студия-С, 2008. – 431 с. (попередні видання книги: 1999, 2001, 2003)
- Прошедшие через века (1998 год),
- Рождение карельской письменности (2000 год),
- Жернова. Книга памяти Тверских карел (2000 год),
- Дорога в Медное (2001 год),
- Карелы: от язычества к православию (2003, 2008 год),
- В краю двух культур (2005 год),
- Tverin karjalaiset, на финском языке (2006 год),
- Откровения отставного чиновника (2012 год),
- Книга стихов «Свет в окне» (2012 год),
- На пути в Калос-Лимен (2014 год).

## Відзнаки
Нагороджений орденами:
- Офіцерський хрест Ордену «За заслуги перед Польщею» (2005) за будівництво меморіалу жертв тоталітарних репресій у селі Мідному Тверської області.
- Лицарський хрест Ордену Лева Фінляндії Ι класу» (2009 рік) за проведення спільних російсько-фінляндських проектів, зміцнення російсько-фінської дружби та написання книг з історії тверських карел.